# Auguste Förster
Auguste Förster (* 7. Dezember 1848 in Warburg; † 3. Oktober 1926 in Braunschweig) war eine deutsche Pädagogin und Frauenrechtlerin. Sie war jahrzehntelang in Kassel, aber auch in deutschlandweiten Frauenorganisationen führend aktiv, war enge Mitarbeiterin von Ida von Kortzfleisch und eine Pionierin auf dem Gebiet des hauswirtschaftlichen Unterrichts und eine der wichtigsten Impulsgeberinnen für Frauenrechte im bürgerlichen Lager. Von 1887 bis zu dessen Auflösung 1919/20 war sie, als Nachfolgerin der verstorbenen Marie Calm, Vorsitzende des Casseler Frauenbildungsvereins (CFBV), einem der frühen Frauennetzwerke, und Leiterin der Haushaltungsschule in Kassel.

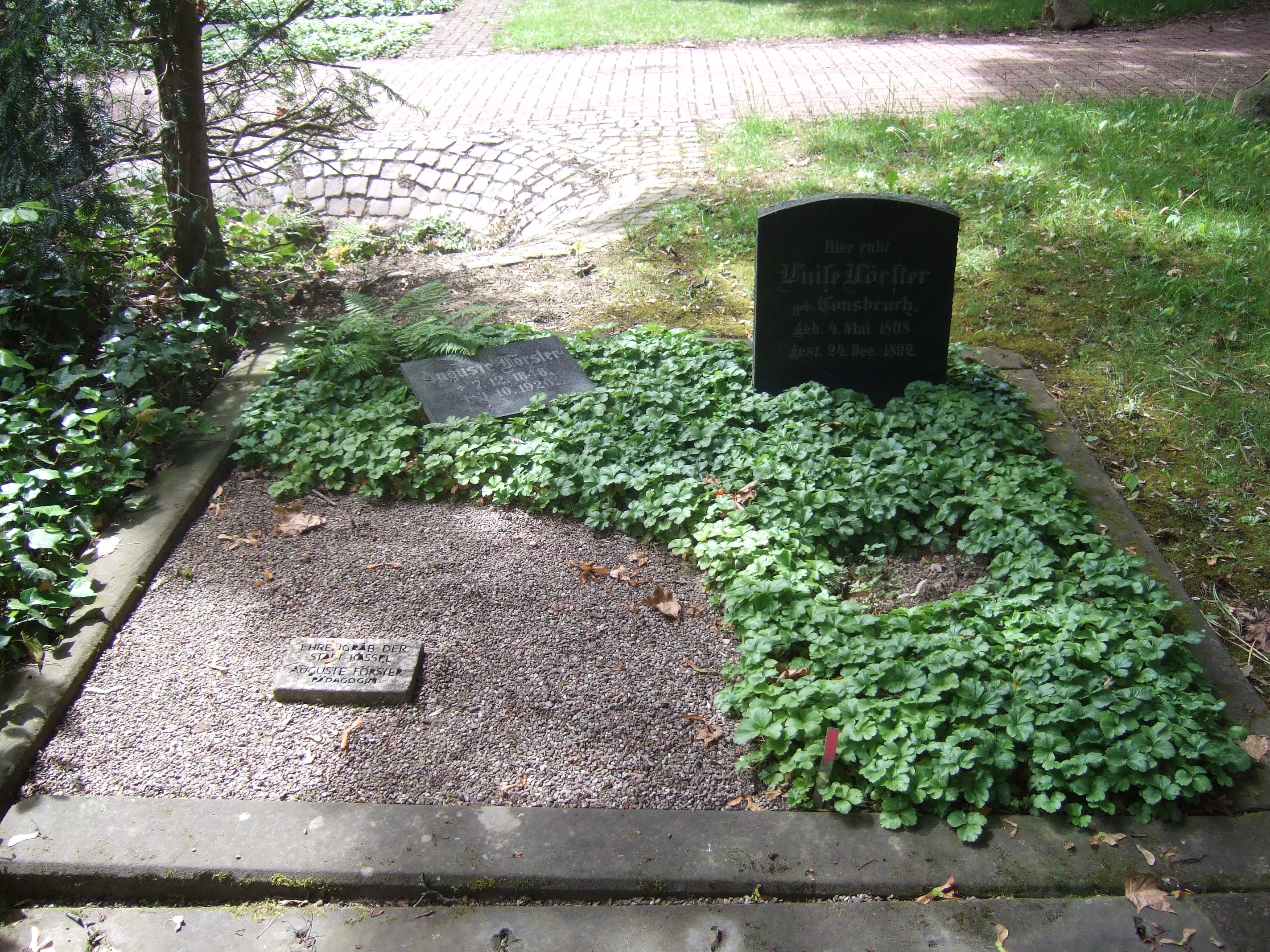
Auguste Försters Ehrengrab auf dem Hauptfriedhof Kassel

## Leben und Wirken

### Frauenbildung
Auguste Förster war Tochter eines Amtsgerichtsrats, wuchs mit vier Geschwistern auf, blieb zeitlebens unverheiratet und kinderlos, ließ sich in Berlin und Paris zur Lehrerin ausbilden und kam dann nach Kassel. Dort wurde sie eines der führenden Mitglieder im 1869 von Marie Calm gegründeten und geleiteten Casseler Frauenbildungsvereins (CFBV), der im Zeichen der damals auflebenden bürgerlichen Frauenbewegung stand. Er hatte sich zur Aufgabe gemacht, „die geistigen wie materiellen Interessen der Frauen zu fördern“, beschränkte sich dabei allerdings auf herkömmlich als weiblich anerkannte Tätigkeiten. Der Verein eröffnete 1870 eine Fachschule zur hauswirtschaftlichen Ausbildung von Mädchen („Schule für konfirmierte Mädchen“) in der Rosenstraße, denen durch eine bessere Ausbildung neue Berufsfelder eröffnet werden sollten. Förster war dort lange Zeit als Lehrerin und nach Calms Tod 1887 als Leiterin tätig, gleichzeitig auch neue Vorsitzende des CFBV.
Schon als Lehrerin führte sie dort verschiedene Innovationen in der Frauenbildung ein. Die Schule mutierte auf Försters Initiative 1888 zur Kochschule in der Gießbergstraße, Deutschlands erster bedeutender Kochschule. Dort setzte sie ihre damals revolutionäre Vorstellung von Frauenbildung in die Tat um. Das Angebot an Fächern im Lehrplan wurde stetig erheblich über Hauswirtschaftslehre hinaus erweitert und neben ihrem Engagement für die Fachschule organisierte Förster ein einjähriges Ausbildungsjahr für Lehrerinnen an wirtschaftlichen Frauenschulen auf dem Lande, da dieses neue Unterrichtsfach die Ausbildung entsprechender Lehrerinnen erforderte. Auf Försters Betreiben richtete Kassel ab 1889 als erste Stadt Deutschlands in Oberklassen der Volksschule hauswirtschaftlichen Unterricht für Mädchen ein, und ab 1893 wurde, von dem Kasseler Vorbild ausgehend, an preußischen Volksschulen schrittweise hauswirtschaftlicher Unterricht für Mädchen eingeführt. Ab 1897 hieß ihre Schule „Gewerbe- und Handelsschule für Mädchen mit Lehrerinnenbildungsanstalt“, da ihr inzwischen eine Fortbildungsschule angeschlossen worden war, die in einem Ein-Jahres-Kurs Lehrerinnen für den Hauswirtschafts-, Handarbeits- und Turnunterricht ausbildete. Als der Frauenverein aus finanziellen Gründen während der Nachkriegsinflation die Schule nicht mehr betreiben konnte und sich auflöste, übernahm 1920 die Stadt Kassel die Anstalt als städtische Handels- und Gewerbeschule, ebenso den von Förster und dem Frauenbildungsverein 1886 gegründeten Kinderhort.
Die Schule wurde ab 1904 von Försters Mitarbeiterin Elisabeth Knipping geleitet, die 1912 nach Försters gesundheitsbedingtem Rücktritt auch deren Nachfolgerin in der Leitung aller bis dahin bestehenden „Gewerbe- und Handelsschulen des Frauen- und Bildungsvereins“ wurde, die sich unter ihrer Führung zu deutschlandweit anerkannten Ausbildungsstätten für kaufmännische, hauswirtschaftliche und gewerbliche Berufe entwickelten. Auch nach der Übernahme der Schule durch die Stadt Kassel im Jahre 1920 behielt sie die Leitung. Im Jahre 1933 wurde Knipping aus gesundheitlichen Gründen pensioniert. Die Schule wurde schließlich gleichgeschaltet und der Unterricht im Jahr 1944 kriegsbedingt eingestellt. Nach Kriegsende wurde der Schulbetrieb neu aufgenommen und 1956 wurde die Schule in „Elisabeth-Knipping-Schule – Hauswirtschaftliche Berufsfachschule und Frauenfachschule der Stadt Kassel“ umbenannt.
Als Ida von Kortzfleisch 1896 den Verein zur Errichtung wirtschaftlicher Frauenschulen auf dem Lande gründete, war Auguste Förster einer der engagiertesten Mitgründerinnen. Die beiden gründeten 1897 in Nieder-Ofleiden, heute Stadtteil von Homberg (Ohm) im mittelhessischen Vogelsbergkreis, die erste „wirtschaftliche Frauenschule auf dem Lande“. Dort versuchte man, mit einem zur damaligen Zeit an neuesten wissenschaftlichen Erkenntnissen orientierten Ausbildungsangebot für ländliche Hauswirtschaft die Benachteiligung von Frauen im ländlichen Raum gegenüber den Städterinnen zu beseitigen. Die Schule wurde 1900 ins ehemalige Kloster Reifenstein verlegt. Die Mädchen und jungen Frauen erhielten eine fundierte Ausbildung nicht nur in Hauswirtschaft, sondern auch in Selbstversorgungslandwirtschaft, Pflanzenkunde, Nahrungsmittellehre, Obst und Gemüsebau, Kleintierhaltung, Milchverarbeitung, Bienenzucht, Säuglings- und Kinderpflege, Krankenbetreuung, Bürgerkunde, Deutsch und Rechnungswesen, aber auch eine Einführung in Chemie, Physik und Kunstgeschichte. Unter Försters Einfluss mutierten die vom Reifensteiner Verband gegründeten Frauenschulen recht schnell zu Anstalten, in denen in zweijährigen Kursen Hauswirtschaftslehrerinnen ausgebildet wurden.

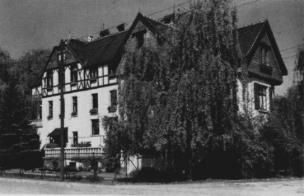
Reifensteiner Schule Oberzwehren

1904 gründeten Förster und ihre Auguste-Förster-Stiftung in Zusammenarbeit mit dem Casseler Frauenbildungsverein in Oberzwehren (heute Stadtteil von Kassel) eine „Frauenschule für Gartenbau, Kleintierzucht und Hauswirtschaft“, die 1906 ihren Betrieb aufnahm. Die Schule hatte Platz für 27 Hauswirtschaftsschülerinnen und fünf Gartenbauschülerinnen und vermittelte eine gründliche Ausbildung in ländlicher Hauswirtschaft, auf Wunsch auch praktische Unterweisung in Gartenbau sowie Geflügel- und Bienenhaltung. Im April 1917 kaufte der Reifensteiner Verband die Schule. Aus finanziellen Gründen konnte der Verband die Schule während der Nachkriegsinflation nicht mehr unterhalten und verkaufte sie 1921 an die Landwirtschaftskammer Kurhessen, der sie als ländliche Haushaltungsschule weiterführte. Sie wurde 1933 dem Reichsnährstand angegliedert, bestand von 1936 bis 1943 weiter als Landfrauenschule und wurde 1944 geschlossen.

### Waisenhaus
Im Jahre 1886 gründete Förster mit dem Casseler Frauenbildungsverein in Kassel einen der ersten Kinderhorte, das später nach ihr benannte „Auguste-Förster-Haus“. Auch diese Anstalt wurde, nach zähen Verhandlungen von Förster mit der Kasseler Stadtverwaltung, im Jahre 1920 von der Stadt als eigene, öffentliche Aufgabe übernommen, als der Frauenverein sie nicht mehr betreiben konnte und sich auflöste.
Das Auguste-Förster-Haus, Heim für Waisenkinder der Stadt Kassel, wurde im Zweiten Weltkrieg ausgebombt und befand sich daher von 1950 bis Juli 1983 auf dem Gut Teichhof in Fürstenhagen, wo die Stadt als Mieter ein 1909 als private Stiftung (Lenoir-Stiftung) eröffnetes ehemaliges Kinderheim besaß. Mehr als 30 Jahre lang war das Auguste-Förster-Haus dort als Mieter ansässig. Bis zu 120 Kinder lebten in einer Kleinkindergruppe, einer Mädchen-, einer gemischten und drei Jungengruppen. Es gab eine Krankenstation, Waschküche und Nähstube, Hausmeisterei und die Gärtnerei und lange Zeit auch eine eigene Heimsonderschule.
Ein städtisches Waisenhaus gibt es in Kassel nicht mehr, aber eine Abteilung im Jugendamt der Stadt heißt noch heute Auguste-Förster-Erziehungshilfen. Dort werden in ihrem Sinne Hilfen für bedürftige Familien geleistet.

### Frauenrechtlerin
Neben ihrem unermüdlichen Engagement für die Erziehung von jungen Frauen und die Betreuung von Waisenkindern war Auguste Förster ebenso eifrig als Frauenrechtlerin aktiv. Bereits im Mai 1893 nahm sie – gemeinsam mit u. a. Anna Simson, Hanna Bieber-Böhm, Lina Morgenstern und Käthe Schirmacher – an der mit der Weltausstellung in Chicago verbundenen Generalversammlung des Internationalen Frauenrats teil. Dort referierte sie über den Allgemeinen Deutschen Frauenverein (ADF) und den Allgemeinen Deutschen Lehrerinnenverein (ADLV). Nach der Rückkehr der deutschen Vertreterinnen wurde auf deren Anregung im März 1894, dem amerikanischen Vorbild des 1888 gegründeten National Council of Women folgend, der Bund Deutscher Frauenvereine gegründet, und Förster war Mitglied in dessen erstem Vorstand.
In Kassel gründete sie 1896 den Casseler Verein für weibliche Angestellte und 1902 den Verband Casseler Frauenvereine (VCF), einen Zusammenschluss von acht Kasseler Frauenvereinen, dessen Vorsitz sie auch übernahm.

## Lebensende und Ehrungen
Auguste Förster zog sich 1912 aus gesundheitlichen Gründen aus der aktiven Arbeit im Frauenbildungsverein zurück. In ihren letzten Lebensjahren lebte sie bei ihrer Pflegetochter, einer früheren Schülerin, in Braunschweig. Sie starb 1926 und wurde in der Grabstätte ihrer Mutter Luise Förster geb. Consbruch auf dem Kasseler Hauptfriedhof, heute ein Ehrengrab der Stadt Kassel, beigesetzt.
Im Kasseler Stadtteil Bad Wilhelmshöhe ist eine Straße nach Auguste-Förster benannt, ebenso im Ortsteil Sandershausen von Niestetal bei Kassel.
Am 7. Juli 2021 wurde eine Skulptur der New Yorker Künstlerin Linda Cunningham in Kassel am Platz der 11 Frauen eingeweiht, die auch Auguste Förster ehrt.